# Zeche Glückssonne
Die Zeche Glückssonne ist ein ehemaliges Steinkohlenbergwerk in Dahlhausen. Die Zeche war auch unter den Namen Zeche Glück-Sonne und Zeche Glücksonne bekannt.

## Bergwerksgeschichte
Am 7. September des Jahres 1770 wurde die Mutung für das Grubenfeld eingelegt, außerdem wurde gleichzeitig mit der Mutung das Erbstollenrecht durch den bergbautreibenden Spennemann beantragt. Der Erbstollen war in diesem Jahr bereits in der Auffahrung, das Stollenmundloch befand sich an der heutigen Lewackerstraße südlich der Dahlhauser Mühle. Im Jahr 1773 wurde mit der Zeche Himmelscrone ein Vergleich bezüglich der beanspruchten Berechtsame geschlossen. In den Jahren 1775 bis 1778 war der Stollen in Betrieb. Im Jahr 1785 erfolgte eine Vermessung des Grubenfeldes. Im Jahr 1796 wurde am Schacht 3 abgebaut. Im Jahr 1800 wurde am Schacht Clemens abgebaut, außerdem wurde ein neuer Stollen vorgetrieben.  
In den Jahren 1805, 1810 und 1815 wurde nachweislich Abbau betrieben. Bereits vor dem Jahr 1816 kam es zur teilweisen Konsolidation mit der Zeche Besserglück zur Zeche Vereinigte Besserglück & Glückssonne. Im Jahr 1816 wurde eine 550 Lachter lange Schleppbahn zum Kohlenmagazin an der Ruhr erstellt. In den Jahren 1820 bis 1825 wurde weiterhin Abbau betrieben. Am 26. August des Jahres 1826 wurde ein Längenfeld verliehen. Im Jahr 1830 war die Zeche weiterhin in Betrieb, das Fördervermögen der Zeche lag bei 9800 preußischen Tonnen im Jahr. 1837 wurden 12.530½ preußische Tonnen Steinkohle gefördert. Am 30. Mai des Jahres 1838 wurde die Zeche Glückssonne stillgelegt. Am 22. November des Jahres 1857 wurde das Geviertfeld Glück-Sonne verliehen, im Anschluss daran konsolidierte die Zeche zur Zeche Vereinigte Dahlhauser Tiefbau. Im Jahr 1873 wurde der 700 Meter lange ehemalige Erbstollen ausgemauert und von der Zeche Friedlicher Nachbar als Förderstollen genutzt.

## Was geblieben ist
Das Stollenmundloch des ehemaligen Erbstollens ist heute noch erhalten.